# Корсикански саламандър
Корсиканският саламандър (Euproctus montanus) е вид земноводно от семейство Саламандрови (Salamandridae).

## Разпространение
Видът е разпространен във Франция.